# Chiconcuac
Chiconcuac és un municipi de l'estat de Mèxic. Chiconcuac és el cap de municipi i principal centre de població d'aquesta municipalitat. Aquest municipi és a la part oriental de l'estat de Mèxic. Limita al nord amb els municipis de Acolman, al sud amb Texcoco, a l'oest amb Tezoyuca i a l'est amb Papalotla.